# Armand Trousseau
Armand Trousseau (Tours, 14 de outubro, 1801 — Paris, 23 de junho, 1867) foi um médico francês.
Trousseau, descreveu dois sinais: o sinal de Trousseau de malignidade e o Sinal de Trousseau de tetania latente. O primeiro sendo descrito quando descobriu a causa de sua morte, um câncer pancreático.